# Communium Interpretes Dolorum

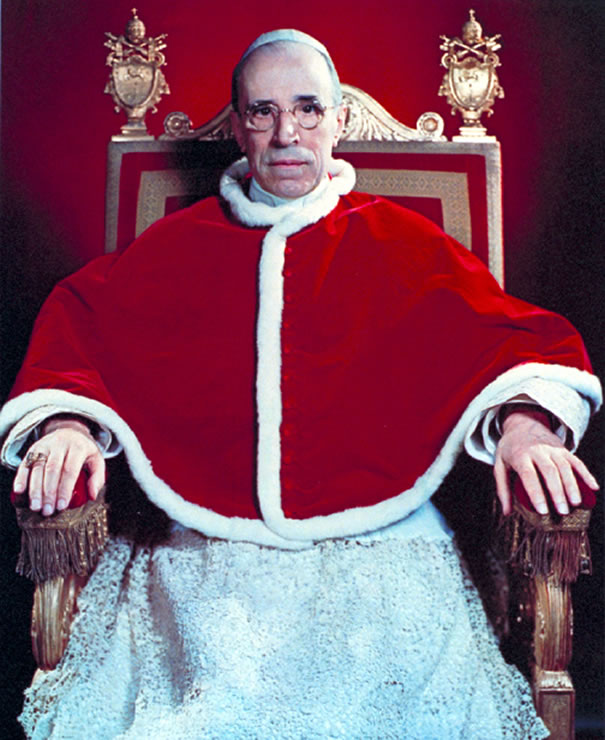
Pío XII fotografiado por Yousuf Karsh, c. 1945

Communium Interpretes Dolorum es una encíclica del papa Pío XII en la final de la Segunda Guerra Mundial en Europa, pide oraciones por la paz en mayo, dada en Roma, en domingo, el 15 de abril de 1945, en el séptimo año de su pontificado.

## Contenido
La encíclica afirma que el Pontífice, como intérprete de la preocupación universal por la que casi todas las naciones están terriblemente angustiadas, no quiere dejar nada por hacer para mitigar las miserias innumerables y acelerar el final de la gran destrucción. Los hombres son incapaces de curar estas lesiones grandes. La mente humana, cegada por el odio y la rivalidad, no puede determinar una solución justa y equitativa para los asuntos, junto con un acuerdo fraternal. Los Derechos divinos y humanos de manera inequívoca demandan cesar tan pronto como sea posible la terrible masacre.
El mes de mayo de cada año está dedicado a la Virgen Madre Santísima de Dios. El Papa pide a todos especialmente a los niños, orar por la intercesión de María, que los pueblos en discordia, contienda, y todo tipo de miseria, puedan ser capaces de volver a respirar después de la larga duración de la angustia y el dolor. Debido a los pecados y la destrucción, los hombres se han alejado de Dios.
- La moral cristiana se debe renovar en la vida pública y privada; Cita a San Agustín, el obispo de Hipona: "¿Quieres paz? Da la justicia, y tendrás paz. Justicia y paz están unidas la una de la otra".[2]

No será fácil lograr la paz en medio de la destrucción tan grande. Muchos todavía están enojados y llenos de odio. La paz debe ser atemperada por la escala imparcial de la justicia, que abarca en la caridad fraterna a todos los pueblos y naciones que deben esforzarse, y que no deben llevar los gérmenes ocultos de la discordia y la lucha. Por lo tanto, aquellos que deben llegar a un acuerdo en esta causa, y aquellos en cuyas recomendaciones no sólo esta el destino de sus naciones, sino también las relaciones de toda la humanidad y el futuro curso de la historia, necesitan especial ayuda celestial.
El Papa recuerda a los numerosos refugiados, prófugos desterrado de su patria y que poseen el deseo de ver una vez más sus propias casas, los presos, y aquellos que se encuentran en los hospitales innumerables. Para estos y para todos los demás afectados por este conflicto pide oraciones a la Madre de la misericordia de Dios.